# 다경로 전파

무선 통신에서 다경로 또는 멀티패스(multipath)는 둘 이상의 경로를 통해 무선 신호가 수신 안테나에 도달하게 하는 전파 현상이다. 다경로의 원인에는 대기 덕트, 전리권 반사, 굴절, 수역 및 산맥/건물 등의 지상 물체로부터의 반사가 포함된다.
다경로 전파는 도움이 되거나 도움이 되지 않는 신호 간섭, 위상 변화를 포함한 다경로 간섭을 일으킨다. 도움이 되지 않는 간섭은 페이딩을 유발한다. 이로 인해 무선 신호가 특정 지역에 적절히 수신되기에는 너무 약해질 수 있으므로 다경로 전파는 무선 통신 시스템에서 문제가 될 수 있다.

## 같이 보기
- 페이딩
- 직교 주파수 분할 다중 방식
- 초광대역
- 페이딩

## 참고 자료
- MIL-STD-188
- 연방 표준 1037C

 이 문서는 다음을 포함합니다: 퍼블릭 도메인 자료 - 총무청 문서 "연방 표준 1037C".